# Zehnerligavoetbalkampioenschap 1912/13
In 1912/13 werd het vierde en laatste Zehnerligavoetbalkampioenschap gespeeld, dat georganiseerd werd door de West-Duitse voetbalbond. Na dit seizoen werd de competitie ontbonden en werden de clubs verdeeld over andere competities.
Duisburger SpV werd kampioen en plaatste zich meteen voor de finale van de West-Duitse eindronde, waarin ze tegen 1. FC Arminia Bielefeld moesten spelen, echter gaf deze club forfait. Hierdoor plaatste de club zich voor de eindronde om de landstitel en versloeg de Stuttgarter Kickers en Holstein Kiel en plaatste zich voor de finale, waarin ze verloren van VfB Leipzig. 

## Verbandsliga
| Plaats | Club                         | Wed. | W  | G | V  | Saldo | Ptn.  |
| ------ | ---------------------------- | ---- | -- | - | -- | ----- | ----- |
| 1.     | Duisburger SpV               | 18   | 15 | 2 | 1  | 74:17 | 32:4  |
| 2.     | Essener TB 1900              | 18   | 10 | 3 | 5  | 60:30 | 23:13 |
| 3.     | FC 1894 München-Gladbach     | 18   | 7  | 6 | 5  | 29:25 | 20:16 |
| 4.     | FC Alemannia Aachen          | 18   | 9  | 1 | 8  | 44:46 | 19:17 |
| 5.     | Bonner FV 01                 | 18   | 6  | 6 | 6  | 35:33 | 18:18 |
| 6.     | FC Borussia München-Gladbach | 18   | 8  | 2 | 8  | 31:33 | 18:18 |
| 7.     | Düsseldorfer SC 1899         | 18   | 8  | 2 | 8  | 34:42 | 18:18 |
| 8.     | Cölner BC 01                 | 18   | 6  | 2 | 10 | 30:58 | 14:22 |
| 9.     | SC Preußen Duisburg          | 18   | 4  | 2 | 12 | 24:57 | 10:26 |
| 10.    | Cölner FC 1899               | 18   | 2  | 4 | 12 | 20:41 | 8:28  |

|  | Kampioen, geplaatst voor West-Duitse eindronde en speelt volgend jaar in de Ruhrcompetitie 1913/14 |
|  | Speelt volgend jaar in de Ruhrcompetitie 1913/14                                                   |
|  | Speelt volgend jaar in de Noordrijncompetitie 1913/14                                              |
|  | Speelt volgend jaar in de Zuidrijncompetitie 1913/14                                               |